# Pokój (książka)
Pokój (ang. Room) – powieść z 2010 autorstwa irlandzko-kanadyjskiej pisarki Emmy Donoghue. Opowieść opowiedziana jest z perspektywy pięcioletniego chłopca, Jacka, który jest uwięziony w małym pokoju razem z matką. Donoghue postanowiła napisać tę historię po usłyszeniu o pięcioletnim Felixie ze Sprawy Josefa Fritzla.
Powieść została znalazła się na liście Orange Prize w 2011 roku i wygrała nagrodę regionalną Commonwealth Writers' Prize, także w 2011(Karaiby i Kanada). W 2010 powieść została nominowana do the Man Booker Prize, Rogers Writers' Trust Fiction Prize, a także Governor General's Awards.
Książka pojawiła się w Polsce w 2011 roku nakładem wydawnictwa Sonia Draga. Tłumaczyła ją Ewa Borówka.
Filmowa adaptacja, nosząca ten sam tytuł, ukazała się w październiku 2015 roku. Zagrali w niej Brie Larson i Jacob Tremblay. Film odniósł komercyjny sukces, zbierał pozytywne opinie krytyków i otrzymał cztery nominacje podczas 88. gali rozdania Oscarów, w tym za najlepsze zdjęcia i najlepszą aktorkę dla Larson.

## Fabuła
Jack obchodzi swoje piąte urodziny. Zna jedynie życie w Pokoju, czyli zamkniętym pomieszczeniu, w którym przebywa wraz ze swoją matka. Czasem w nocy odwiedza ich Stary Nick, który wzbudza w chłopcu lęk: mężczyzna lata temu porwał jego matkę i przetrzymuje ją razem z synem w szopie, w której obydwoje mieszkają. Wkrótce po piątych urodzinach chłopca jego matka postanawia zorganizować ucieczkę. Tworzy plan, w trakcie którego Jack musi udawać chorobę, a następnie śmierć, aby wydostać się z Pokoju i wezwać pomoc. 